# Walter Schirra
Walter (Wally) Marty Schirra (Hackensack, New Jersey, 1923. március 12. – La Jolla, Kalifornia, 2007. május 3.) amerikai űrhajós.
A newarki műszaki főiskola, valamint az annapolisi katonai akadémia után 1945-től haditengerészeti repülőtiszt. 1959-ben az első hét amerikai asztronauta egyikeként kezdte meg az űrhajóskiképzést a Mercury-program keretein belül. Ő az ötödik amerikai, aki a világűrben járt. Ő az egyetlen amerikai űrhajós, aki valamennyi típusú amerikai űrhajón repült. 1969-ben kivált a NASA űrhajós és a haditengerészet kötelékéből.

## Repülések
(zárójelben a repülés időszaka)
- Mercury Atlas-8 / Sigma 7 (1962. október 3.)
- Gemini–6A (1965. december 15. – 1965. december 16.)
- Apollo–7 (1968. október 11. – 1968. október 22.)

### Mercury, Sigma–7
A Sigma 7 volt a Mercury-program harmadik orbitális repülése (ezeket két űrugrás is megelőzte). Schirra hatszor kerülte meg a Földet, majd 9 óra 13 perc 11 másodperc repülés után landolt a Csendes-óceánon.

### Gemini–3
Az első többszemélyes amerikai űrhajó, a Gemini–3 tartaléklegénységének parancsnoka volt Schirra 1965 márciusában.

### Gemini–6A
Schirra a Gemini–6A parancsnoka, a legénység másik tagja Thomas Stafford volt. Az űrhajó küldetése eredetileg az első dokkolás lett volna a világűrben, azonban az Agena céltárgy (GATV-5002) 1965. október 25-én a fellövést követő hatodik percben megsemmisült. Eközben a Gemini legénysége már az űrhajóban beöltözve várta a saját fellövését.
A módosított terv szerint a – Gemini–6-ról időközben Gemini–6A-ra átnevezett – küldetésnek találkoznia kellett a világűrben a Gemini–7-tel. A teljes utazás 25 óra 51 perc 24 másodpercig tartott. A két Gemini kabin 30 centiméterre közelítette meg legjobban egymást.

### Apollo–7
Az Apollo–7 volt az Apollo-program első emberes repülése. A legénység (Walter Schirra parancsnok, Donn Eisele parancsnokimodul-pilóta és Walter Cunningham holdkomppilóta) 11 napos küldetést teljesített, amivel Schirra lett az első háromszoros űrrepülő a világon.